# Nicolas Japikse

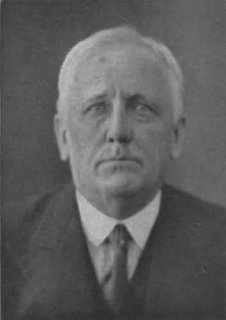
Nicolas Japikse

Dr. Nicolas Japikse (Joure, 29 november 1872 - 's-Gravenhage, 13 maart 1944) was een Nederlands historicus.

## Biografie
Nicolas was de zoon van Jacobus Japikse, hoofd van de Franse school in Joure, en Geerts Berber. Hij huwde op 26 augustus 1900 met Cornelia Japikse. Uit dit huwelijk werden twee zoons en één dochter geboren.
Japikse volgde HBS en gymnasium en studeerde van 1893 tot 1900 in Leiden geschiedenis bij de hoogleraren R.J. Fruin, P.L. Muller en P.J. Blok. Bij prof. dr. Blok promoveerde hij in 1900 op het proefschrift met de titel De verwikkelingen tusschen de Republiek en Engeland van 1660-1665.
In 1918 werd hij directeur van het Bureau van de Commissie voor 's Rijks Geschiedkundige Publicatiën. In 1928 werd hij ook directeur van het Koninklijk Huisarchief. Japikse had nauwe banden met het hof, de strijdkrachten en conservatieve politici. Hij wees bezuinigingen op het leger en de vloot af. Als leerling van Blok wees hij de Groot-Nederlandse opvattingen van Prof. Dr. P.C.A. Geyl van de hand.
Japikse slaagde er niet in om een leerstoel in Leiden of elders te verwerven. Hij bekleedde in plaats daarvan een aantal andere functies bij de overheid en in redacties. In 1938 publiceerde hij zijn hoofdwerk, een tweedelige De geschiedenis van het Huis Oranje-Nassau.
Japikse heeft zich uitgebreid beziggehouden met Bismarck, de Duitse eenwording en de Duitse schuldvraag bij het ontstaan van de Eerste Wereldoorlog. Hij stond bekend om zijn pro-Duitse opvattingen in deze politieke en historische kwesties.
Na de oorlog werd hij ervan beschuldigd "pro-Duits" te zijn geweest. Hij was in ieder geval weinig uitgesproken in het verwerpen van wetenschappelijke stellingen op basis van een nationalistische of nationaalsocialistische ideologie. Te zijner verdediging wordt opgemerkt dat Japikse op een gebruikelijke wetenschappelijke wijze redeneerde en debatteerde, ook in tijden van oorlog.
Van zijn hand verscheen ook Leerboek der Nederlandsche Geschiedenis, uitgegeven bij Wolters Groningen. 1e druk in 1910 en een tweede in 1912.

## Varia
- Japikse was de geschiedenisleraar van prinses Juliana der Nederlanden.

## Werk
Onder andere:
- Notulen gehouden ter Statenvergadering van Holland (1671-1675) door Cornelis Hop en Nicolaas Vivien, Werken van het Historisch Genootschap, derde serie, nummer 19 (Amsterdam 1903)
- [met Robert Fruin en G.W. Kernkamp], Bieven van Johan de Witt, 4 delen, Werken van het Historisch Genootschap, derde serie, nummer 18, 25, 31 en 33 (Amsterdam 1906-1913)
- [met Robert Fruin], Brieven aan Johan de Witt, 2 delen, Werken van het Historisch Genootschap, derde serie, nummer 42 en 44, (Amsterdam 1919-1922)
- De Turksche kwestie (Utrecht 1914)
- Johan de Witt (1e druk Amsterdam 1918; 2e druk 1928)
- De koning-stadhouder, 2 delen (Amsterdam1930-1933)
- Correspondentie van Willem III en van Hans Willem Bentinck, eersten Graaf van Portland, RGP kleine serie, nummer 23, 24, 26, 27 (’s-Gravenhage 1927-1933).